# GO!GO!ジャボン
『GO!GO!ジャボン』（ゴーゴージャボン）は、1974年4月2日から同年6月25日まで東京12チャンネル（現：テレビ東京）で放送された歌謡バラエティ番組。全13回。放送時間は毎週火曜19:00 - 19:30（JST）。

## 概要
毎回各地のプールサイドから中継で送る、歌あり、踊りあり、サウンドありの公開バラエティーショー。番組内では観客から参加者を募った「ミス・セブンティーン・コンテスト」も催されていた。
番組はわずか3ヶ月で終わり、夏までの放送には至らなかった。なお最終回は「ミス・セブンティーン・コンテスト」のグランプリ大会が行われた。

## 司会
- パンチョ加賀美
- 児島美ゆき

## 放送局
- 東京12チャンネル（制作局）：火曜 19:00 - 19:30
- 新潟放送：土曜 18:00 - 18:30[2]